# Vliegbelasting in Nederland

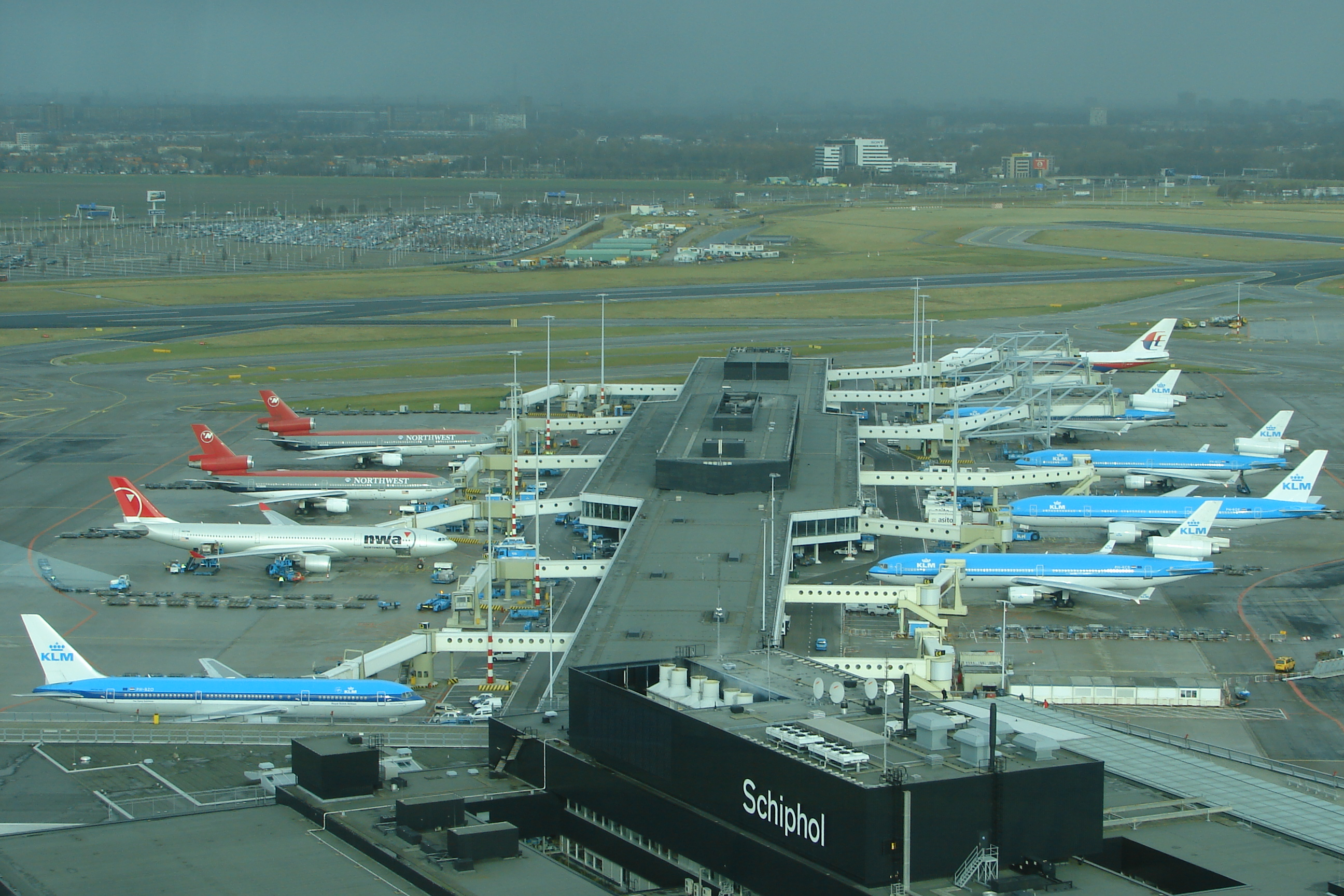
Passagiersvliegtuigen op Schiphol

De vliegbelasting, ook wel vliegtaks genoemd, is een belasting in Nederland, geregeld in de Wet belastingen op milieugrondslag, die sinds 1 januari 2021 wordt geheven op vliegtickets voor passagiersvluchten. In 2023 bedraagt de belasting € 26,43 per vertrek van een passagier met een vliegtuig vanaf een in Nederland gelegen luchthaven, behalve bij een overstap waarbij deze het deel van de luchthaven dat alleen toegankelijk is voor reizigers niet langer dan 24 uur verlaat.
Eerder bestond er al een soortgelijke vliegbelasting van 1 juli 2008 tot 1 juli 2009. De vliegbelasting bedroeg toen €11,25 bij vliegreizen binnen de Europese Unie of tot 2500 kilometer, daarboven bedroeg het tarief €45 (bedragen uit 2008; niet gecorrigeerd voor inflatie). De belastingmaatregel was geldig voor passagiers die vertrekken vanuit Nederland. De vliegtaks stuitte toendertijd op verzet van Nederlandse luchthavens (vooral Schiphol) en reisorganisaties, wat leidde tot de afschaffing ervan in 2009. 
In 2017 kondigde het kabinet-Rutte III aan van plan te zijn opnieuw vliegtaks in te voeren. Het kabinet wilde 'fiscaal vergroenen' door milieuvervuiling zwaarder te belasten. De meest vervuilende vorm van vervoer - per vliegtuig - zou volgens het Kabinet net als andere vormen van vervoer moeten worden belast.  Per Wet van 16 december 2020 tot wijziging van de Wet belastingen op milieugrondslag (Wet vliegbelasting) is de vliegbelasting opnieuw geïntroduceerd. Deze wet trad op 1 januari 2021 in werking, sindsdien heft Nederland weer een vliegbelasting op passagiersvluchten. Wel is naar aanleiding van een novelle vanuit de Eerste Kamer het oorspronkelijke plan om ook goederenvluchten te belasten geschrapt. Zo'n belasting zou volgens de Kamer te ingrijpende gevolgen hebben voor Luchthaven Schiphol en Maastricht Aachen Airport.

## Geschiedenis

### 2007: Vliegbelasting in Belastingplan 2008
De eerste vliegbelasting was onderdeel van het Belastingplan 2008. In de toelichting op het Belastingplan 2008 stond: 'de vliegbelasting wordt onderdeel van de Wet belastingen op milieugrondslag (Wbm)'. De vliegbelasting, zo dacht het Ministerie, zou per saldo leiden tot een lagere groei van het vliegverkeer en dat heeft een positief effect op het milieu.
In het Belastingplan 2008 werd ook als reden voor de invoering van de vliegbelasting aangevoerd dat het internationale vliegverkeer, anders dan andere vervoersmodaliteiten, nog is vrijgesteld van accijns- en omzetbelastingheffing. Oftewel: net zoals voor de auto, zou ook voor het reizen met het vliegtuig belasting moeten worden betaald. De vliegbelasting werd in september 2007 onder de titel 'Vergroening' als milieumaatregel gepresenteerd, samen met o.a. de verpakkingenbelasting.

### 2008: Protesten en rechtszaken
De positieve effecten voor het milieu werden bestreden door de luchthavens en reisorganisaties die stelden dat als vliegen duurder werd, mensen vaker voor een autovakantie zouden kiezen of vanaf een vliegveld net over de grens zouden vertrekken. Al met al zou het milieu volgens hen dan zwaarder worden belast.
Ook werd beargumenteerd dat het geld dat zou worden ontvangen via vliegtaks niet ten goede kwam aan het milieu, maar verdween naar de algemene middelen. In dit verband meldde staatssecretaris van Financiën Jan Kees de Jager eind juni 2008 in de Eerste Kamer dat het niet in de eerste plaats zou gaan om de jaarlijkse opbrengst, maar dat de belasting een goed middel zou zijn om maatschappelijke kosten zoals milieuschade in marktprijzen tot uitdrukking te brengen en zodoende gedrag te beïnvloeden.
Het Ministerie van Financiën becijferde dat deze belastingmaatregel 350 miljoen euro per jaar op zou leveren. Organisaties als de Algemene Nederlandse Vereniging van Reisondernemingen (ANVR) en het MNP bestreden dit. Voorts stelde de ANVR dat het mogelijk in strijd is met de Convention on International Civil Aviation. Het zou de concurrentiepositie van o.a. Schiphol verslechteren. De ANVR meende dat zo'n 6 tot 16% van de Nederlandse vertrekkers zullen uitwijken naar andere luchthavens nabij de Nederlandse grens, zoals Antwerpen en Düsseldorf, wat de keuzemogelijkheden zou beperken en verder mogelijk het aantal toeristen omdat de belasting een vast bedrag was en relatief meer verschil maakte voor goedkope vluchten. Bovendien zou de belastingmaatregel de Nederlandse economie geld kosten door afnemend toerisme naar Nederland, omdat luchtvaartmaatschappijen zouden besluiten niet meer naar Nederland te vliegen. Daar stond tegenover dat het binnenlandse toerisme zou kunnen toenemen. En net zoals Nederlanders een vlucht in het buitenland zouden kunnen nemen zouden buitenlandse toeristen via die luchthavens Nederland binnen kunnen komen.

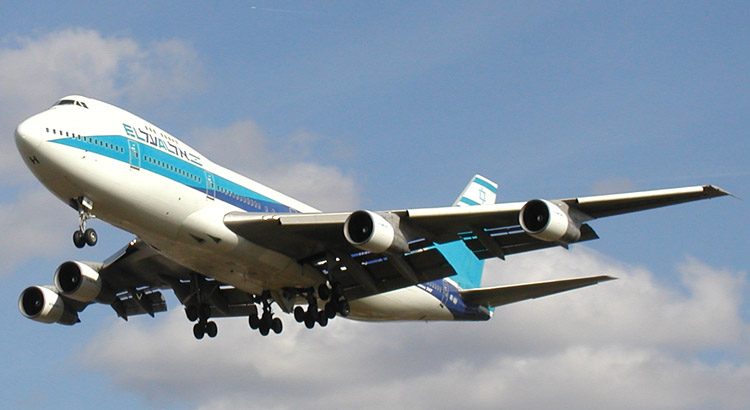
El Al vertrok na 55 jaar uit Nederland, volgens eigen zeggen vanwege de vliegbelasting.

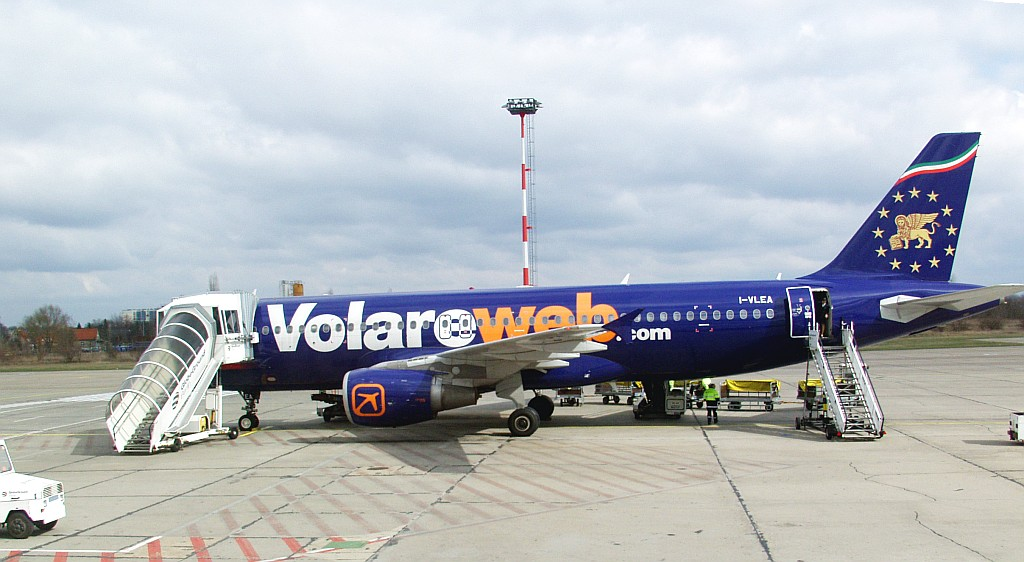
De Italiaanse prijsvechter Volare Airlines stopte haar vluchten naar Nederland.

De eerste maatschappij die stopte met het vliegen naar Nederland was de Italiaanse prijsvechter Volare Airlines januari 2008. Vliegmaatschappij Corendon verliet Eindhoven Airport om de vliegtaks. EasyJet gaf aan het aantal vluchten te zullen verminderen. Op luchtvrachtgebied vertrok de Israëlische luchtvaartmaatschappij El Al van Schiphol naar Luik. Schiphol gaf aan zo'n 50.000 minder passagiers te verwachten door invoering van de vliegbelasting.
In maart 2008 spande een aantal partijen uit de reis- en luchtvaartbranche een kort geding aan tegen de Nederlandse Staat. De reis- en luchtvaartbranche was tegen de vliegbelasting en stelde dat deze indruiste tegen Europese regels, welke een 'open markt' met 'eerlijke concurrentie' eisen. Tevens zou de belasting in strijd zijn met het, door Nederland ondertekende, verdrag van Chicago, waarin staat dat van vliegmaatschappijen en -passagiers geen kosten mogen worden gevraagd voor het in-, uit- of overvliegen van een land.
Op 19 maart 2008 besloot de rechtbank in Den Haag dat het heffen van vliegbelasting doorgang kon vinden. De rechter stelde dat het Verdrag van Chicago spreekt van een verbod op 'heffingen'. De regering voerde aan dat de vliegbelasting een belasting is en dus geen heffing. De rechter vond het verdrag te onduidelijk om er een zwaarwegend oordeel aan te kunnen verbinden. De vliegbelasting kon op 1 juli 2008 worden ingevoerd.
Op 17 juli 2008 diende een hoger beroep tegen de beslissing van de rechtbank, ingesteld door luchthaven Maastricht en prijsvechter Ryanair. Het gerechtshof in Den Haag oordeelde dat de vliegbelasting niet in strijd was met Europees recht en het internationale luchtvaartverdrag van Chicago. Luchtvaartmaatschappijen en luchthavens hielden vol dat de vliegbelasting de concurrentiepositie van Nederland verslechterde en dat dit mag niet volgens Europese regels. Ryanair legde de zaak voor aan de Europese Commissie. In november 2008 besloot Ryanair om niet meer op Luchthaven Maastricht te vliegen.

### 2008-2009: Nederlanders wijken uit

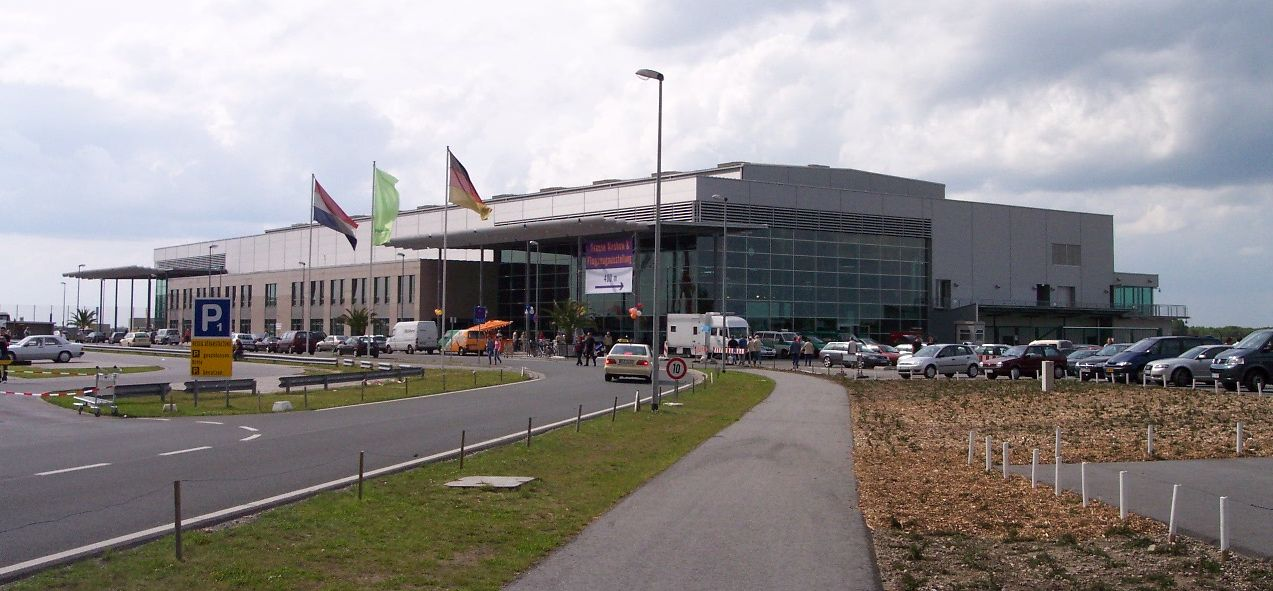
Buitenlandse luchthavens, zoals Airport Weeze, merkten een toename van het aantal Nederlandse passagiers.

Na de invoering van de vliegbelasting merkten dichtbij gelegen buitenlandse luchthavens een forse toename van het aantal Nederlanders. De luchthaven Düsseldorf telde 62 procent meer Nederlandse passagiers. Brussels South Charleroi Airport verwerkte 74 procent meer Nederlanders en op Airport Weeze in Duitsland groeide het aantal zelfs met driehonderd procent. De buitenlandse luchthavens sprongen hierop in. Zo bood luchthaven Brussel pendeldiensten aan vanuit diverse Nederlandse steden. Uit een onderzoek dat de ANVR en het Nederlands Bureau voor Toerisme & Congressen liet uitvoeren, bleek dat er in iets meer dan een half jaar een omzetderving had plaatsgevonden van 1,2 miljard euro. Hierdoor zou er een verlies van 10-25% aan werkgelegenheid kunnen ontstaan bij Schiphol Group. In totaal waren er vanaf de invoering tot medio februari 2009 meer dan 1 miljoen passagiers uitgeweken naar buitenlandse luchthavens.

### 2009: Afschaffing
Na druk van de luchthaven Schiphol, de ANVR en diverse luchtvaartmaatschappijen, waaronder KLM en Transavia, maakte minister Camiel Eurlings begin februari 2009 bekend dat hij de afschaffing van de vliegbelasting niet langer uitsloot om de concurrentiepositie van Schiphol te verbeteren. Echter was niet hij de betreffende bewindspersoon, maar staatssecretaris van Financiën Jan Kees de Jager. De Jager zei dat het niet de bedoeling van het kabinet is om de belastingmaatregel af te schaffen, maar dat een aanpassing wel mogelijk is. Als argumenten voor afschaffing werd niet alleen de verslechterende concurrentiepositie van Schiphol genoemd, maar vooral ook die van luchthavens dichter bij de grens, zoals Groningen Airport Eelde. Op 11 februari 2009 vond er een demonstratie plaats op het Binnenhof in Den Haag door personeel van Schiphol, KLM, Martinair en Transavia.
Een week later stuurde de Kamer van Koophandel van Amsterdam een brandbrief naar premier Jan Peter Balkenende, waarin zij pleitten voor het afschaffen van de vliegbelasting. Zij stelden dat de taks niet alleen negatief zou zijn voor de luchtvaart, maar ook voor verwante sectoren als het toerisme en de congreswereld. Op 3 maart 2009 stelde Peter Hartman van Air France-KLM dat de invoering van de vliegtaks al 900.000 passagiers heeft gekost. Hij pleitte net zoals voorzitter Bernard Wientjes van VNO-NCW nogmaals voor afschaffing van de taks.
Op 1 juli 2009 is de vliegbelasting, een jaar nadat deze werd ingevoerd, afgeschaft. Luchtvaartmaatschappij Air France-KLM reageerde verheugd op het afschaffen van de vliegbelasting. Milieudefensie daarentegen vond de afschaffing absurd. De mensen die vliegen, mogen net als voorheen weer volkomen belastingvrij het milieu gaan vervuilen, aldus de milieuorganisatie.

### 2017: Herintroductie in 2021

Vliegtaks voor passagiers in Europa.
Vliegtaks voor passagiers
Gaat vliegtaks voor passagiers invoeren
Geen vliegtaks, maar steunt EU-brede vliegtaks
Geen vliegtaks voor passagiers meer
Geen vliegtaks voor passagiers

Hoewel de toeslag vooralsnog bescheiden zal zijn, en het milieueffect daardoor gering, hoopt het kabinet hiermee een signaal af te geven. Het gevaar dat passagiers naar Duitsland uitwijken bestaat sinds 2011 niet meer, omdat Duitsland toen ook een vliegbelasting invoerde.
In 2018 stelde staatssecretaris Menno Snel dat de destijdse invoering van de vliegbelasting in 2008 een paar maanden voor de kredietcrisis plaatsvond. Door deze economische crisis daalde de luchtvaart in het buitenland net zo hard als in Nederland, dus de daling in Nederland stond volgens hem los van de invoering van vliegbelasting.
Sinds 1 januari 2021 geldt er in Nederland weer een vliegbelasting (2021:€ 7,845; 2022: € 7,947; 2023: € 26,43), geregeld in de Wet belastingen op milieugrondslag. De belasting geldt niet voor transferpassagiers en kinderen jonger dan 2 jaar.